# 常陸山谷右エ門
常陸山 谷右エ門（ひたちやま たにえもん、1874年1月19日 - 1922年6月19日）は、茨城県東茨城郡（のちの水戸市）出身の大相撲力士。第19代横綱。本名は市毛 谷右衛門（いちげ たにえもん）。
大相撲を「国技」に押し上げ、その品格力量から角聖と呼ばれた。出羽ノ海部屋師匠として3横綱4大関など多くの力士を育て、出羽海一門を角界の保守本流として確立したほか、ちゃんこ鍋や後援会などの風習を始めたとされる。

## 来歴

### 怪童・市毛少年
1874年（明治7年）、旧水戸藩士だった市毛高成の長男として水戸の宝鏡院の門前に生まれる。市毛高成は明治維新後に河川運送業と倉庫業を営んだが、荷主から預かった商品を騙し取られ、責任を一身に負って弁償してからは経営が悪化して両方とも倒産してしまった。このため、水戸中学校を1889年に中退し、叔父で剣豪として知られた内藤高治を頼って上京する。
東京専門学校への入学を目指して試験勉強する傍らで剣道の指導を受けたが、怪力で打ち込む竹刀は砕け、時には内藤の竹刀が打ち落とされたこともある。この怪力に感服した内藤は市毛を試すため、亀戸天神の太鼓橋にあった力石（約20貫）を担ぐよう命じると、頭上高く持ち上げてしまった。さらに隣にあった力石（約40貫）を持ち上げるよう指示すると難なく肩に担ぎ、さらには内藤に言われる前に大石（約58貫）も右肩に担いだ。内藤から力士を勧められると、小学生の時に宝鏡院門前町で行われていた子供相撲で西大関を務めただけに、あっさりと志し始めたが、武士気質の父に猛反対されて挫折した。しかし、1890年1月に回向院で本場所を観戦した際に、野州山孝市が着けている象牙に彫刻が施された大煙草入れに目を奪われて矢も楯も堪らず入門を決意し、内藤の紹介で同郷の出羽ノ海を頼って入門した。

### 初土俵-脱走
1891年初土俵を踏み、1892年6月場所において「御西山」の名で序ノ口につく。四股名は徳川光圀の隠居地だった西山に因んで名付けられた。1894年1月、出羽ノ海の現役時代の四股名を継ぎ「常陸山」に改名。1895年6月場所で幕下に進むが初めて負け越したほか、出羽ノ海の姪と交際したものの破談となったことで部屋での立場が狭くなっていき、当時の常陸山の奔放な気質も相まって、神戸での巡業中に立ち寄った居酒屋で高砂部屋の三段目に所属していた鬼ヶ島から誘われて脱走した。
名古屋相撲から1896年に大坂相撲・廣角組に加入したが、廣角組が帰参した時には番付外で出場し、のちに広島相撲へ加入して脱走の原因の1つだった借金を豪商に精算してもらい、1897年に東京相撲へ帰参した。出羽ノ海は常陸山の帰参に激怒するどころか涙を流して喜び、高砂への取り成しを引き受けて帰参が許され、通常は厳罰として番付が降下するところを幕下格・番付外付け出しに留まらせるなど、破格の待遇を得た。

### 復帰-梅常陸時代

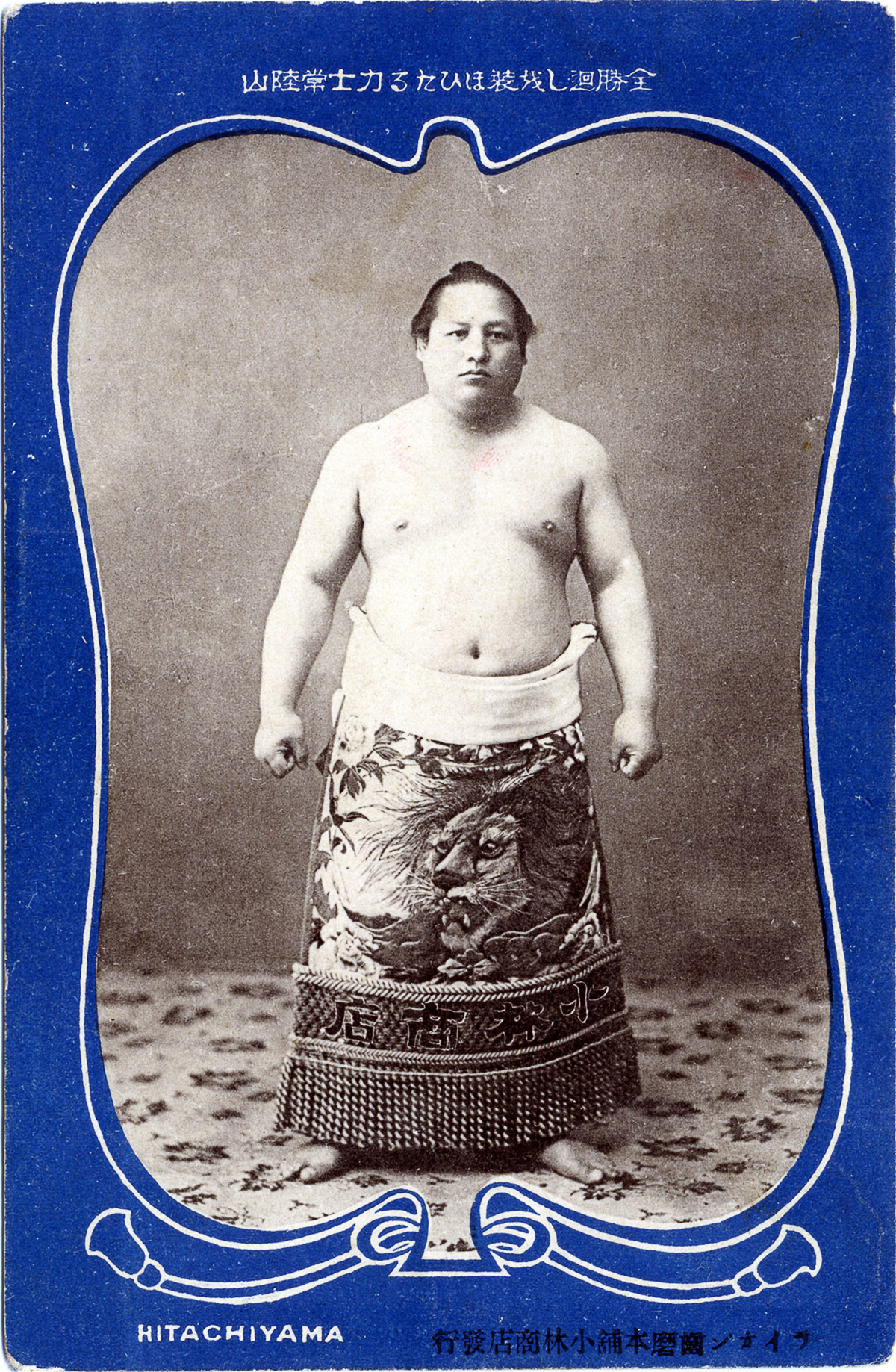
常陸山谷右エ門（1910年）

復帰後は快進撃を続け、1899年1月場所で新入幕を果たすと8勝1分（無敗）の優勝相当成績を挙げる。1901年1月場所では関脇に昇進し、8勝1分で2度目の優勝相当成績を挙げ、大関に昇進。1903年1月場所はまたも1分無敗で3度目の優勝相当成績を挙げ、綱取りとなる5月場所は全勝のまま、9日目に梅ヶ谷藤太郎との全勝対決となった。立ち上がるや梅ヶ谷がもろ差しになり、常陸山は両閂になるも、梅ヶ谷は寄り進んで常陸山を土俵際に追い詰めた。土俵に詰まった常陸山は左右に振って右へ回り込み、左からおっつけて突き放し、そのまま突き続けて最後は迫撃の押しで正面土俵へ突き倒した。この勝利によって全勝での優勝相当成績を挙げ、場所後に吉田司家から横綱免許の授与が決まった。ところが、常陸山はすぐに横綱昇進を承諾することなく考えた後、全勝対決で敗ったものの自身と同じ強さで観客を沸かせた梅ヶ谷の健闘を称え、「できれば、梅ヶ谷関と一緒に昇進をお願いします」と申し出た。しかし、当時は常陸山・梅ヶ谷が揃って横綱に昇進した場合、現役横綱の大砲万右エ門を入れて3横綱とバランスの悪い状態となってしまうため、協会も神経を使って正式に申請する前に、吉田司家で番頭役を担当していた清田直に取り次いで依頼した。その結果、常陸山・梅ヶ谷の同時昇進が認められたことで常陸山の器の大きさ・寛大な心が知れ渡ると同時に、歴代横綱としては常陸山が先であるという見方が存在したという。横綱が称号ではなく地位として確立されたのは、実質的にはこの常陸山・梅ヶ谷の同時昇進だったとされ、1909年から正式に規約が改正された。
梅ヶ谷藤太郎と競い合って精進し、揃って横綱に昇進したことから「梅常陸時代」と呼ばれ、明治時代後期の相撲黄金時代を築いた。

### 横綱時代-引退

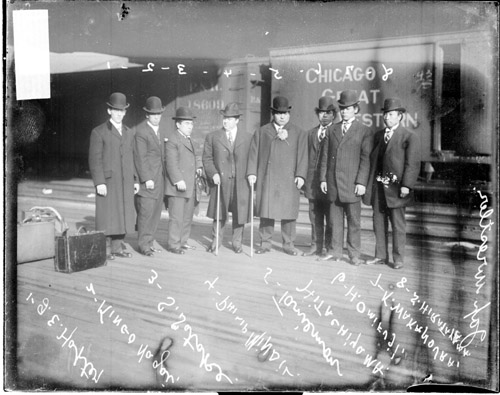
訪米中の常陸山（右から4番目）

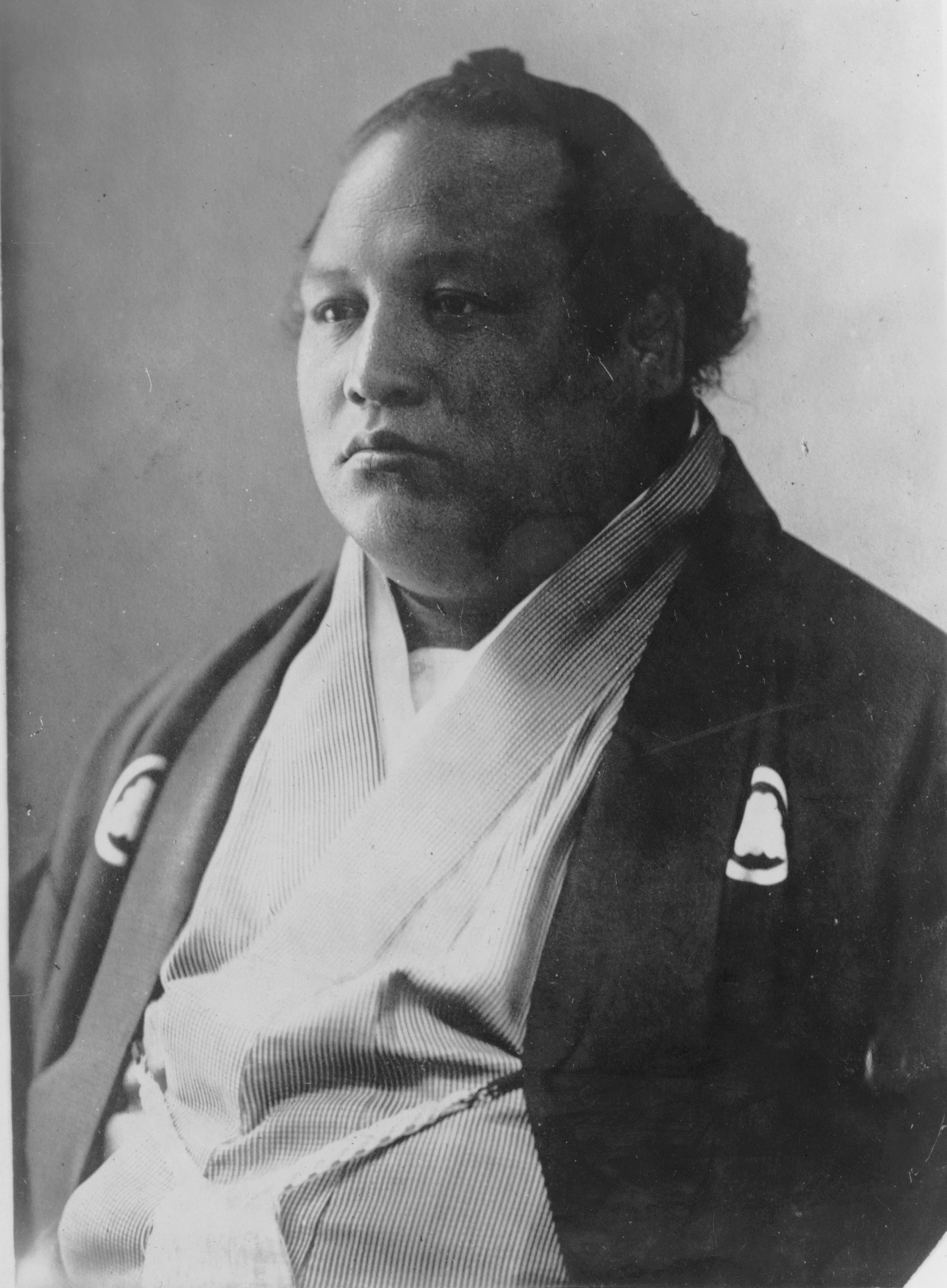
1907年、ニューヨークにて撮影

1904年1月場所は当初1月10日に開催される予定であったが、常陸山の体調を考慮して14日に延期するべきではないかという意見が年寄衆の大多数を占めた。10代雷の12日に開催すべきだという反対意見があったが、大口顧客の手配に狂いが生じるという相撲茶屋のクレームから13日に開催することになった。この場所で常陸山は優勝相当を記録している。如何に横綱とはいえ一力士の都合で本場所の開催日が変更されることはのちの感覚では有り得ないが、当時はそれだけ常陸山は観客動員や収益の面などで絶大な影響力を持っていた。同年1月13日付の時事新報は10代雷と常陸山の確執と見ていた。人気を盾に我儘を主張していると曲解した10代雷は多数派意見を採用せず、その鼻先をへし折ろうとしていたのではないかと、同紙は主張。同紙はまた、偏った見方と前置きしたうえで、梅ヶ谷を弟子に持つ雷の一連の頑迷とも思える態度は、自重すべきだったとも語っている。
1907年8月には弟子3人を連れて横浜港から欧米を漫遊し、セオドア・ルーズベルトと会見したのちにホワイトハウスで横綱土俵入りを披露した。1908年3月まで各地で相撲の紹介に勤めたため、同年1月場所は全休となった。怪我や病気などのやむを得ない理由が無いにもかかわらず、相撲の紹介という理由で本場所を休場することは現在の大相撲の感覚では考えられないことである。また、ニューヨークでは世界一の怪力と称されたアレキサンダーと力比べをして引き分けた話は有名である。帰国後には代議士立候補の話も出たが、常陸山はこれを固辞した。
1909年に自身の著書、「相撲大鑑」を著す。当時は力士が自ら本を記すことはほとんどなく、異例だった。
1910年1月場所は前評では梅常陸、太刀山、駒ヶ嶽、國見山、二代目西ノ海の4大関に注目が集まった。そんな中常陸山は9日目まで7勝1休（1休は相手力士が休場したことによるもの）と土つかずであったが、千秋楽は風邪を押して出場して太刀山と引き分け（この結果常陸山は7勝2分、太刀山は駒ヶ嶽と預り6勝2分1預）、これにより優勝掲額を果たす。この場所の東西対抗戦は常陸山の東方が73勝対68勝で西方を抑えて勝利。しかし横綱昇進後は糖尿病・腰痛・腎臓病などの病気やケガに苦しみ、1914年6月場所をもって現役引退、年寄・出羽ノ海を襲名した。引退直後、4日間にわたって旧・両国国技館で引退相撲が行われた。

### 引退後-晩年
引退後の弟子たちへの指導の厳しさは有名で、稽古場では常に愛用する青竹のステッキを持っていた。後に横綱に昇進した力士でさえも常陸山がステッキを持って稽古場に現れると震え上がったというほど恐れられ、内容の悪い相撲を取ったり稽古を怠けると横綱でも大関でも容赦なくステッキで殴ったが、逆に稽古熱心な者、進歩の著しい者に対しては賞金を与えて励まし、時にその金額は当時の金額で10円（のちの価値なら数万円相当）にも達したという。土俵外の生活においても厳格で、力士たちには絣の着物と袴の着用を徹底させ、門限に1分でも遅れた者には問答無用でステッキを飛ばしたという。引退から死去までの8年間において3横綱4大関を育成した。
1922年6月19日、関節炎からの敗血症のため本所相生町の自宅で死去、48歳没。葬儀は長年の功績を称えて史上初の協会葬として行われ、その葬列は上野駅から両国橋まで途切れることなく続いたという。墓所は東京都台東区の谷中霊園内。

## 人物
相手の十分に力を出させてから相撲をとるという相撲の形であり、突き出し、吊り出しが得意であった。取り分け泉川の型になってから振り付けて撓め出す取り口は常陸山の剛力が無ければ実現し得ない離れ技であった。このように相手の攻めを受けてから組み止めて力勝ちする「横綱相撲」は常陸山以降の横綱に対して模範的な取り口として今なお要求され続けており、相撲評論家の能見正比古は「その後、何人の横綱がこの（常陸山の）横綱相撲を要求されて犠牲となったことか」と嘆く文章をしばしば寄稿してきた。幕内勝率は9割を超えたが、歴代横綱では最後の9割越えである。
近代化へむかう国勢の中で、現役時代には梅ヶ谷藤太郎との「梅常陸時代」で隆盛に導いた。引退後は出羽ノ海として栃木山守也・大錦卯一郎・常ノ花寛市の3横綱、九州山十郎・對馬洋弥吉・大ノ里萬助・常陸岩英太郎の4大関、その他20余名の幕内力士を輩出した。また常ノ花と出羽ノ花國市は現役引退後に日本相撲協会の理事長を務め、協会改革を叫んで春秋園事件を勃発させた天竜三郎も常陸山の門下であるなど、常陸山とその弟子たちが角界に与えた影響は長く大きい。
日本相撲協会取締役としても腕をふるい、力士の地位向上に多大な功績を残した。武家の出身であったことから相撲の世界に武士道を導入し、それまで天皇・政府の擁護はありながらも興行に過ぎなかった大相撲を国技と呼ばれるほどに押し上げ、スポーツのカテゴリに加える端緒を切り開いた。これらの功績から「角聖」の異名を冠して呼ばれる。
自身も稽古熱心、後進の指導にも熱心で、有望な力士には一門や陣営（当時は番付の東西に分かれて割が組まれたため、自分と同じ片屋は全員味方、反対の片屋は全員敵だった）の区別に関係無く稽古を付け、当時数ある小部屋の1つでしかなかった出羽ノ海部屋を僅か1代で角界一の大部屋にまでのし上げた。このように、出羽海一門の礎を築いた。常陸山の代まで名跡は「出羽ノ海」だったが、死後に継承した両國梶之助は「ノ」を外して出羽海とした。これは常陸山の偉大さを称えてのことであるとされた。
弟子である栃木山・大錦・常ノ花の3横綱は、いずれも師匠の影響だとして土俵入りの際に太刀持ちを左に立たせていたが、常陸山の引退相撲における横綱土俵入りの写真を見ると不思議なことに太刀持ちを勤めた太刀山峯右エ門は右にいる。その土俵入りは、せり上がりこそのちに「雲龍型」と呼ばれるものに近いが、拍手の直後に両腕を広げるという「雲龍型」には見られないもので、初披露で間違えて行なったものが吉田司家による検証の結果、過去にもあったと考えられる資料（不知火諾右エ門の錦絵と伝わる、綱姿で両腕を広げたものが存在）が見つかり、最後までこの型を通した。
1889年（明治22年）の上京以後は都内に在住したが、故郷の水戸市や茨城県との関わりを重視した。故郷へはたびたび訪問し、衆議院議員選挙出馬の要請を受けたこともあるほか、筑波山登山や茨城県内での巡業など、その動静は地域で大きな話題となった。茨城県内には常陸山が架橋の費用を負担した常陸山橋や、常陸山が造立に関わった神力宇賀大明神稲荷などが残る。
好物は鮎。一方でフグは中毒死のリスクがあるため断固として食べず、当時フグ処理の技術が進む途上の時代であったにもかかわらず中毒死のリスクを飲んでまで食べる価値のあった美食であったフグを食べなかった力士は常陸山ぐらいだと言われる。

## エピソード

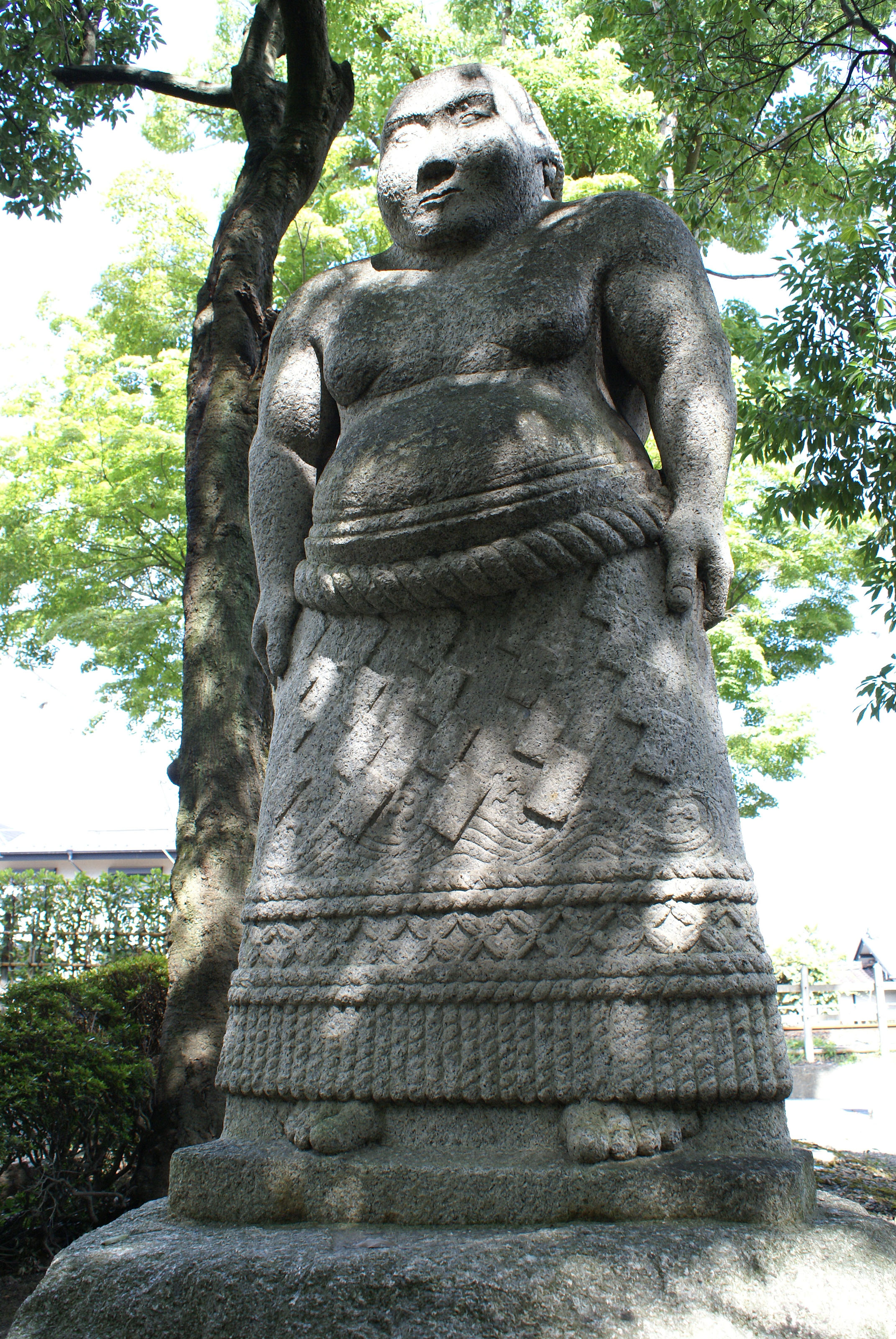
慶雲館にある常陸山像

- 大の負け嫌い、そして引分嫌いで強引な相撲も取るが取りこぼしは少なかった。それでも玉椿憲太郎など、しぶとい相手には手を焼くことがあったという。
- 武家に生まれた影響か、「力士は侍である」との思想の持ち主で、現役時代から力士の品位を向上させる努力を怠らなかった。力士たちが贔屓の席を回って酒杯を受ける"桟敷回り"なども常陸山は撤廃した[6]。本場所を休場してまで相撲普及のために渡米したのは当時「相撲は野蛮な裸踊り」と揶揄（やゆ）されていた時代であったためであり、常陸山は力士が「相撲取り」と呼ばれるのを最も嫌った。[5][9][14]
- 新しい物好きで、早くから自動車に乗ったり、ウイスキーを取り寄せて飲んでいたという。また、ちゃんこ鍋や後援会、引退相撲の習慣の創始者としても伝わる。日本相撲協会葬も常陸山の葬儀が初である。
- 八代六郎・広瀬武夫と意気投合し、義兄弟の盃を交わした仲だった。常陸山が横綱に昇進した時は日露戦争の開戦直前で広瀬は多忙を極め、常陸山の横綱の晴れ姿を見られなかったため、広瀬から「常陸山の土俵入り姿の写真を送って欲しい」との手紙が来たため、常陸山は慰問文と共に写真を送ったが、その写真が届く前に広瀬は第二回旅順口閉塞作戦で戦死してしまい、常陸山の横綱姿を見ることはついに叶わなかった。広瀬の戦死を知らされた常陸山は声を上げて泣き明かしたという。
- 後に、この広瀬との縁が図らずも常陸山本人どころか出羽ノ海一門全員の命を救うことになった。1910年5月に出羽ノ海一門が満州と韓国の巡業で各地を回った後、大連から鉄嶺丸という客船に乗って帰国する予定であったが、乗船する直前になって常陸山が「今から旅順まで行き、戦死した義兄（広瀬）の弔いをしたい」と言い出した。広瀬が戦死した旅順は大連からほど近く、「せっかく大連まで来て旅順へ足を運ばないのでは、義兄に申し訳が立たない」と言うので、他の力士たちは不満であったが横綱の常陸山には逆らえず、一行は仕方なく常陸山と共に汽車で旅順へ赴き、旅順神社で奉納相撲を行うことになった。ところが、一行が奉納相撲を終えて翌日大連に戻ると、大連の街は大騒ぎになっていた。当初一行が乗船する予定だった鉄嶺丸が、濃霧のために竹島付近で座礁して沈没したのである。もしも常陸山が旅順行きを提案せず、一行が当初の予定通り鉄嶺丸に乗っていれば、彼らも他の乗客乗員と同じく全員死亡していたところであった。東京の方でも一行が予定通り鉄嶺丸に乗船したものと思っていたらしく、「常陸山遭難ス」と書かれた号外まで飛び出すほどの大騒ぎであったという。[9]これ以降、満州巡業の際には必ず旅順神社で奉納相撲を行う習わしが始まった。
- 現役時代より新聞に出る名士の死亡通知に気を配り、面識の有無にかかわらず常に通知を見ては車で乗りつけて香典を霊前に供えた。遺族が戸惑う場合もあったが「新聞に死亡通知が出るほどの方なら力士の誰かが御世話になったに違いないから」という理由で行ったそうである。この習慣は引退してからも続けた。
- 相撲史上屈指の艶福家という評伝も残る。現役中から様々な女性と関係を結び、彼女たちが「あなたの子です」と言って赤ん坊を連れて来ると、血液検査などの調査を一切行わずに全て認知して十分に援助したという。このようにして常陸山が認知した子供は全部で55人に上るとも言われ、のちの時代にも「常陸山の傍流の子孫」を名乗る家は多い。[5]女性に絶大な人気があったのには、当時“異人さん”とも呼ばれた色白で彫りの深いマスクも関係している[15]。
- 弟子の1人である小常陸由太郎を養子とした。孫娘は笠置山勝一の妻で、従弟に御西山政夫がいる。
- 養子の一人は相撲茶屋・高砂屋の経営者であった市毛高友である。
- 慶雲館の生みの親である浅見又蔵の贔屓だったため、慶雲館の前庭に常陸山の石像が造られた。

## 主な成績
- 現役在位場所数：42場所（番付に掲載されず、なおかつ不出場の場所は含まない）
- 十両在位：1場所
- 十両成績：9勝0敗1分
- 幕内在位：32場所
- 幕内通算成績：150勝15敗22分2預131休　勝率.909
- 幕内最高優勝1回（優勝相当成績7回）
- 横綱在位：22場所
- 横綱成績：83勝10敗108休17分2預
- 他幕下以下の3場所について、12勝6敗の記録が確認されている。

### 場所別成績
| 1892年 （明治25年） | x                     | 東序ノ口16枚目 –    |
| 1893年 （明治26年） | 西序二段43枚目 –      | 東序二段21枚目 –    |
| 1894年 （明治27年） | 東序二段29枚目 –      | 東三段目38枚目 3–2  |
| 1895年 （明治28年） | 東三段目26枚目 –      | 東幕下30枚目 2–3    |
| 1896年 （明治29年） | 番付非掲載 不出場     | 番付非掲載 不出場   |
| 1897年 （明治30年） | 番付非掲載 不出場     | 幕下 –              |
| 1898年 （明治31年） | 東幕下筆頭 7–1        | 東十両筆頭 9–0 1分  |
| 1899年 （明治32年） | 東前頭4枚目 8–0–1 1分 | 東前頭筆頭 0–0–10   |
| 1900年 （明治33年） | 東前頭筆頭 7–1–1 1分  | 東関脇 7–1–1 1分    |
| 1901年 （明治34年） | 東関脇 8–0–1 1分      | 西大関 7–2–1        |
| 1902年 （明治35年） | 西大関 7–1–2          | 西大関 6–0–4        |
| 1903年 （明治36年） | 西大関 8–0–1 1分      | 西大関 9–0–1        |
| 1904年 （明治37年） | 西横綱大関 7–1–2      | 西横綱大関 0–0–10   |
| 1905年 （明治38年） | 西横綱大関 2–0–8      | 西横綱 5–0–2 1預2分 |
| 1906年 （明治39年） | 西横綱 9–0–1          | 西横綱 8–0–2        |
| 1907年 （明治40年） | 西横綱 0–0–10         | 西横綱 6–2–1 1分    |
| 1908年 （明治41年） | 西横綱 0–0–10         | 西横綱 5–0–5        |
| 1909年 （明治42年） | 東横綱 6–0–4          | 東横綱 7–1–2        |
| 1910年 （明治43年） | 東横綱 7–0–1 2分      | 東横綱 2–0–8        |
| 1911年 （明治44年） | 東横綱 5–2 3分        | 東横綱 0–0–10       |
| 1912年 （明治45年） | 西横綱 5–1 4分        | 東横綱 0–0–10       |
| 1913年 （大正2年） | 東横綱 6–1 3分        | 西横綱 2–0–7 1預    |
| 1914年 （大正3年） | 西横綱 1–2–7          | 東横綱 引退 0–0–10  |
| 各欄の数字は、「勝ち-負け-休場」を示す。 優勝 引退 休場 十両 幕下 三賞：敢=敢闘賞、殊=殊勲賞、技=技能賞 その他：★=金星 番付階級：幕内 - 十両 - 幕下 - 三段目 - 序二段 - 序ノ口 幕内序列：横綱 - 大関 - 関脇 - 小結 - 前頭（「#数字」は各位内の序列） |                       |                     |

- 1909年の春場所までは幕内力士は千秋楽不出場だった。そのため、休場記録のうち1休は千秋楽の分である。
- 幕下以下に星取・勝敗数等に関する記録が現存しない場所あり。詳細は大相撲#番付・勝敗記録等の現存状況・データベース登録情報などを参照。